# العملات البلغارية في العصور الوسطى
كانت العملات البلغارية في العصور الوسطى هي العملات التي سكها الأباطرة البلغاريون خلال العصور الوسطى في زمن الإمبراطورية البلغارية الثانية.
لا يوجد دليل على أن العملات المعدنية كانت تُسك أثناء الإمبراطورية البلغارية الأولى، وتوقفت عملية السك بعد سقوط الإمبراطورية الثانية تحت سيطرة العثمانيين في عام 1396. كانت العملات عبارة عن ذهب (بيربيري)، وفضة ( أسبري)، وبيلون (عملات فضية ونحاسية)، وعملات نحاسية، وكانت كلها مسطحة ومجوفة. وكانت النقوش عادة باللغة البلغارية ونادرا ما كانت باللغة اليونانية. وبسبب المساحة المحدودة، أُختصرت النقوش، وغالبًا ما كانت مكتوبة بأحرف قليلة وعلامات خاصة. من الناحية الفنية، واصلوا التقليد النقدي البيزنطي، لكن التصميمات كانت في كثير من الأحيان أكثر تخطيطية. وكانت الوسيلة الرئيسية للتعبير هي الخطوط والنقاط. كانت العملات البلغارية تحمل صورًا مختلفة عن العملات البيزنطية والسلافية، لذا فهي تشكل مجموعة مميزة. تشكل العملات المعدنية مصدرًا مهمًا لتاريخ الإمبراطورية البلغارية الثانية.

## إيفان أسين الثاني
كان القيصر إيفان أسين الثاني (1218-1241) أول حاكم بلغاري يُحافَظ على العملات المعدنية التي تعود إلى عهده. ومن المعروف أن أسلافه كالويان (1197-1207) وبوريل (1207-1218) قاموا بسك عملات مقلدة من العملات البيزنطية. على الرغم من أن كالويان حصل على حق سك العملات المعدنية من البابا إنوسنت الثالث (ورث بوريل الحق منه)، إلا أنه لا توجد عملات معدنية متبقية لهم، والمؤرخون[من؟] يفترض أن إيفان آسين الثاني كان أول حاكم يقوم بسك العملات المعدنية.
- بيربيرا ذهبية - إنها العملة الذهبية الوحيدة الباقية، ليس فقط لملك بلغاري من العصور الوسطى، بل وأيضًا لأي حاكم سلافي في تلك الفترة. عُثِرَ على مثال واحد في عام 1934 بين عملات معدنية أخرى في منطقة بريليب ( مقدونيا الشمالية المعاصرة). وهو الآن موجود في المتحف الأثري الوطني التابع للأكاديمية البلغارية للعلوم. وزنها 4.33 جرام وقطرها 33 مم، وهي مصنوعة من الذهب عيار 16 قيراطًا. الشكل أجوف قليلاً. على أحد الجانبين، صُوِّرَ إيفان آسين الثاني والقديس ديميتريوس من سالونيك في وضع مستقيم. بإحدى يديه يعطي القديس للإمبراطور سيفًا وبالأخرى يضع تاجًا على رأس إيفان أسين. النص مكتوب باللغة البلغارية ومختصر، ويقول: " إيفان أسين، القيصر " و " القديس ديميتر ". وعلى الوجه الآخر من العملة يصور المسيح بانتوقراطور. النص هو " يسوع المسيح، قيصر المجد ". بسبب التشابه مع عملات ثيودور كومنينوس دوكاس، فمن المفترض أن هذه العملات ربما سُكت في دار سك النقود في تسالونيكي، التي كانت في ذلك الوقت تحت الحكم البلغاري.

إن تفرد البيربييرا الذهبية التي صنعها إيفان أسين وغرابة الأيقونات الموجودة بها قد دفع أقلية من الباحثين إلى الشك في صحتها. ما يميزها هو البادرة المزدوجة للقديس ديمتريوس الذي يتوج الإمبراطور ويعطيه سيفًا في نفس الوقت، وهي صورة لا توجد في أي عملة بيزنطية أو سلافية أخرى.
- - مليار عملة - يوجد حوالي مائة عملة محفوظة من هذا النوع. على أحد الجانبين صورة الإمبراطور والقديس ديميتريوس وهما واقفان يحملان صولجانًا به نجمة. وعلى الجانب الآخر يصور المسيح بانتوقراطور. من المحتمل أن هذه العملات المعدنية سُكت في دار سك النقود في تسالونيكي. وزنهم بين 3.00 و 3.08 غرام.

## ميتسو أسين
- عملة مليار - على أحد الجانبين يصور الإمبراطور بطول 3/4، وهو يحمل صليبًا في يده اليسرى وصولجانًا في يده اليمنى. وعلى الجانب الآخر يوجد القديس نيكولاس في نصف الطول. نقش " القديس نيكولاس " باللغة اليونانية. كان القديس حاميًا للبحارة وكان راعيًا للإمبراطور ربما لأن الأراضي الشخصية لميتسو أسين (1256-1257) شملت ميناء نيسيبار ومحيطها.

## قسطنطين تيخ آسين
امتازت عملات هذا الحاكم بتنوعها واعتمادها على أنماط أيقونية مبتكرة، إلى جانب إتقان ودقة في النقش.
- عملات معدنية بقيمة مليار

- النوع الأول : الوجه – المسيح إيمانويل؛ الوجه – الإمبراطور بطول 3/4.
- النوع الثاني : الوجه - صليب لاتيني كبير؛ الوجه الآخر - الإمبراطور على عرش بدون ظهر، نقش باللغة البلغارية " قسطنطين، القيصر أسين ".
- النوع الثالث : الوجه – صورة المسيح أوبروس ونقش الرباط " يسوع المسيح "؛ الوجه الآخر – الإمبراطور على ظهر الخيل، ونقش باللغة البلغارية " قسطنطين، القيصر أسين ". لأول مرة في العملات البلغارية صُورَ الحاكم على حصان. يعتبر النوع الأيقوني "أوربس" ( مانديليون ) فريدًا من نوعه بالنسبة للعملات البيزنطية - السلافية.
- النوع الرابع : الوجه - المسيح بانتوقراطور؛ والوجه الآخر - الإمبراطور على ظهر حصان مع نقش باللغة البلغارية " قسطنطين، القيصر أسين ".
- النوع الخامس : الوجه – العذراء مريم هاجيوريتيسا؛ الوجه الآخر – الإمبراطور واقفًا ممسكًا بصولجان في يده اليمنى. الوزن - 3.04 جرام، القطر - 26.25 ملم. هناك عدد قليل من العملات المعدنية المحفوظة من هذا النوع.
- النوع السادس : الوجه – المسيح بانتوقراطور، والوجه – الإمبراطور منتصب القامة.
- النوع السابع : الوجه - ساروف بستة أجنحة؛ الوجه الآخر - صورة نصف طولية للإمبراطور يحمل شفاهًا في يده اليمنى وكرة بها صليب في يده اليسرى. يعتبر تصوير الإله السرافيم ذي الأجنحة الستة فريدًا من نوعه في العملات البلغارية في العصور الوسطى. لم يثبت بعد أن هذا النوع من العملات يعود إلى قسطنطين تيخ آسين (1257-1277) لأن نقش القطعة المحفوظة تالف ولا يمكن قراءة سوى كلمة " قيصر".

## جورج الأول تيرتر
- عملات بيليون : الوجه - المسيح على العرش؛ الوجه الآخر - جورج الأول تيرتر (1280-1292) وابنه ثيودور سفيتوسلاف كإمبراطورين مشاركين. إنهم يقفون في وضع مستقيم بطول كامل وهم يحملون علمًا أو صليبًا.

## ثيودور سفيتوسلاف
كان ثيودور سفيتوسلاف (1300-1321) أول حاكم بلغاري يسك عملات فضية تسمى أسبرا (من الكلمة اليونانية أسبرون، والتي تعني "الأبيض").
- العملات الفضية : الوجه الأمامي - السيد المسيح بانتوقراطور جالسًا على العرش؛ الوجه الخلفي - الإمبراطور واقفًا يحمل صليبًا، ونقش باللغة البلغارية " سفيتوسلاف، قيصر البلغار". وزنها 1,53 جرام، وهناك ثلاثة انبعاثات من هذا النوع تختلف في نوعية النقش.
- عملات معدنية من فئة مليار : الوجه الأمامي - صليب لاتيني كبير؛ الوجه الخلفي - الإمبراطور على ظهر حصان. يشبه التصوير صورة قسطنطين تيخ لكنه بدون عباءة التلويح. هناك نوعان من الانبعاثات التي ينتجها النقاشون المختلفون. النقوش مكتوبة باللغة البلغارية ومختصرة وتقول: " ثيودور " و " سفيتوسلاف ثيودور".

## مايكل شيشمان

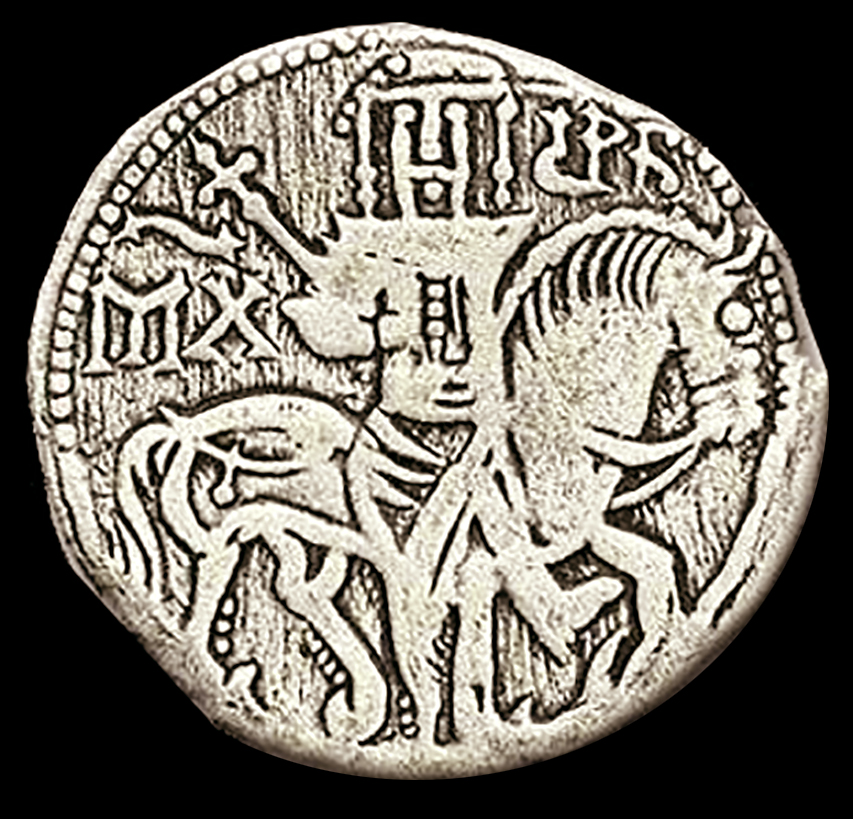
جروس فضة 1323-1330 للقيصر ميخائيل الثالث شيشمان آسين من بلغاريا

- العملات الفضية : الوجه - المسيح بانتوقراطور جالسًا على عرش ذو ظهر مرتفع؛ الوجه الآخر - الإمبراطور على ظهر حصان، مع نقش " ميخائيل القيصر ". أُعيدَ سَكُّ العديد من العملات المعدنية الخاصة بمايكل شيشمان (1323-1330) في وقت لاحق باعتبارها عملات معدنية خاصة بإيفان ألكسندر (1331-1371).

## إيفان ألكسندر
- العملات الفضية :

- النوع الأول : الوجه – المسيح بانتوقراطور جالسًا على العرش؛ وعلى الوجه الآخر – الإمبراطور واقفًا ممسكًا بصولجان وكرة عليها صليب. هناك نقش باللغة البلغارية " الألكسندر، قيصر البلغار". هناك عدة أنواع حسب وزنها والنقش عليها.

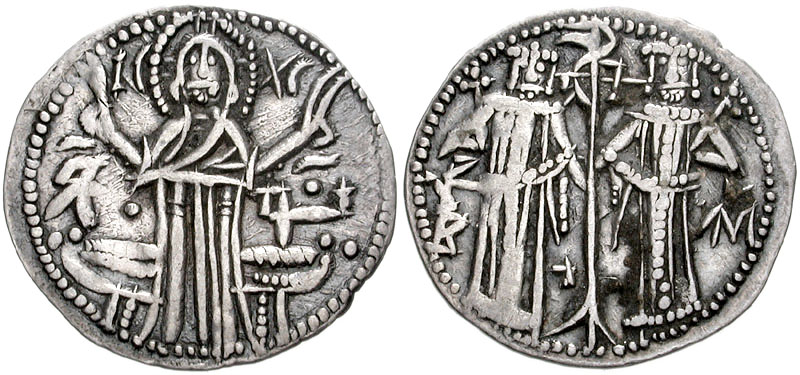
عملة فضية لإيفان ألكسندر وابنه مايكل أسين.

- النوع الثاني : الوجه - المسيح منتصبًا بطوله الكامل، يبارك بكلتا يديه؛ والوجه الآخر - إيفان ألكسندر وابنه مايكل أسين معًا يحملان علمًا. إنها العملة البلغارية الأكثر شيوعًا في العصور الوسطى والتي يُكتشَفُ غالبًا أثناء الحفريات الأثرية. أسماء الإمبراطورين المشاركين مكتوبة بأحرف أولية. توجد على بعض العملات علامات للأمير فلاديسلاف الأول من والاشيا. لم يقم هذا الحاكم بسك عملات خاصة به واستخدم عملات سيده إيفان ألكسندر، مضيفًا إليها علاماته.

- العملات النحاسية :

بعض العملات النحاسية لإيفان ألكسندر مجوفة ( ستاميني ) والبعض الآخر مسطح (أساريوني).
النوع الأول : الوجه - حرف واحد فقط من اسم إيفان ألكسندر؛ والوجه الآخر - الإمبراطور على ظهر حصان.
النوع الثاني : الوجه - حرف واحد من اسم إيفان ألكسندر؛ والوجه الآخر - الإمبراطور منتصب الطول يحمل صولجانًا وكرة عليها صليب.
النوع الثالث : الوجه - أحرف اسم ولقب إيفان ألكسندر؛ وعلى الوجه الخلفي - الإمبراطور منتصبًا بطول 3/4.
النوع الرابع : الوجه - تصوير لقلعة ذات ثلاثة أبراج ونقش باللغة البلغارية " تارنوفو "؛ وعلى الوجه الآخر - إيفان ألكسندر وابنه مايكل أسين يحملان علمًا. هذه هي العملات النحاسية البلغارية الأكثر شيوعًا من العصور الوسطى. لا يمكن رؤية الصورة المنمقة للعاصمة إلا هناك وتُستخدم في شعار النبالة المعاصر لمدينة فيليكو تارنوفو .
النوع الخامس : الوجه - أحرف على شكل رمح ثلاثي الشعب تشبه أحرف مايكل شيشمان؛ وعلى الوجه الخلفي إيفان ألكسندر ومايكل أسين يحملان معًا صليبًا.
النوع السادس : الوجه - نقش اسم ولقب الملك؛ وعلى الوجه الآخر - إيفان ألكسندر والإمبراطورة ثيودورا معًا يحملان صليبًا. هناك ثلاثة أنواع من هذه العملة الشائعة.
النوع السابع : الوجه – المسيح بانتوكراتور على العرش؛ وعلى الوجه الآخر – رئيس الملائكة ميخائيل. بسبب عدم وجود اسم الحاكم، لم يُثبَت ما إذا كانت تنتمي إلى عملة إيفان ألكسندر. هناك نظريات تقول أنه سُكت من قبل مايكل الثاني آسين.
ثمانية أنواع : الوجه - صليب بأوراق الأكانثين؛ على الوجه الخلفي - إيفان ألكسندر منتصب الطول. هناك عدة أصناف تختلف في الأوزان وجودة النقش.
النوع التاسع : الوجه - صليب بأوراق شجرية، والوجه الخلفي - نسر برأسين . لم يُثبَت ما إذا كانت هذه العملات المعدنية تعود إلى إيفان ألكسندر. النقش ذو جودة عالية جدًا.
النوع العاشر : الوجه - صليب أرثوذكسي؛ وعلى الوجه الخلفي، رمز ثلاثي الرؤوس مطابق لذلك الموجود في العملة النحاسية للإمبراطور وابنه ميخائيل أسين.

## مايكل اسين
- العملات الفضية :

- النوع الأول : الوجه - المسيح على العرش؛ والوجه الخلفي - مايكل أسين والقديس ستيفن في وضع مستقيم يحملان علمًا. العملة تشبه إلى حد ما الدوقات الفينيسية. تُكتب أسماء الأمير والقديس بطرق مختلفة في أنواع العملة المختلفة. الوزن من 1.40 جرام إلى 1.90 جرام.
- النوع الثاني : الوجه - المسيح على العرش؛ والوجه الخلفي - مايكل أسين وزوجته إيرينا يحملان العلم. ويقول بعض الباحثين إن هذه العملات تعود إلى مايكل الثاني آسين ووالدته إيرينا كومنينا. هناك نوعان من هذه العملة. في الصنف الثاني، يحمل مايكل أسين وزوجته صليبًا بدلاً من العلم. النص مكتوب باللغة البلغارية ويقول "إيرينا تساريتسا، ميخائيل القيصر". يتراوح الوزن من 1,50 جرام إلى 1,80 جرام.

- العملات النحاسية :

- النوع الأول : الوجه - تمثال نصفي للمسيح بانتوقراطور؛ وعلى الوجه الخلفي - ميخائيل آسين منتصب بالطول الكامل مع نقش باللغة البلغارية " ميهايل القيصر". تعتبر هذه العملة جزءًا من عملة مايكل أسين بسبب تشابه تقنية النقش مع عملات إيفان ألكسندر.
- النوع الثاني : الوجه – رمز ثلاثي الرؤوس؛ والوجه الخلفي – مايكل أسين على ظهر حصان. وفقا لبعض الأبحاث، فإن هذه العملة هي لمايكل شيشمان.